# Suomen Lauttaliikenne
Les traversiers de Finlande (en finnois : Suomen Lauttaliikenne Oy, en anglais : FinFerries) est une  entreprise publique sous la direction du Ministère des Transports et des Communications finlandais.

## Présentation
Les traversiers de Finlande exploitent une quarantaine de liaisons.
- 1 Parainen-Nauvo
- 2 Nauvo-Korppoo
- 3 Korppoo-Houtskari
- 4 Korppoo-Norrskata
- 5 Hailuoto
- 6 Kasnäs-Hiittinen
- 7 Iniö-Kustavi
- 8 Kotka-Pyhtää[3]
- 9 parcours de Nauvo[4]
- 10 Houtskari-Iniö[5]
- 11 parcours de Velkua[6]
- 12 parcours de Parainen[7]
- 13 Barösund, Inkoo
- 14 Bergö, Maalahti
- 15 Eskilsö, Kaskinen
- 16 Hämmärönsalmi, Rymättylä
- 17 Högsar, Nauvo
- 18 Högsåra, Kemiönsaari
- 19 Keistiö, Iniö
- 20 Kivimo, Houtskari
- 21 Kokkila, Halikko
- 22 Mossala, Houtskari
- 23 Palva, Velkua
- 24 Pellinki, Porvoo
- 25 Saverkeit, Houtskari
- 26 Skåldö, Tammisaari
- 27 Vartsala, Kustavi
- 28 Velkuanmaa, Velkua
- 29 Våno, Parainen
- 30 Alassalmi, Vaala
- 31 Arvinsalmi, Rääkkylä
- 32 Hanhivirta, Enonkoski
- 33 Hirvisalmi, Juuka
- 34 Hätinvirta, Puumala
- 35 Koivukanta, Savonlinna
- 36 Kortesalmi, Kuopio
- 37 Kuparonvirta, Mikkeli
- 38 Kyläniemi, Ruokolahti
- 39 Lamposaari, Lappeenranta
- 40 Puutossalmi, Vehmersalmi
- 41 Rongonsalmi, Puumala
- 42 Räisälä, Kemijärvi
- 43 Tappuvirta, Savonlinna
- 44 Vekaransalmi, Sulkava